# Euthalia omeia
Euthalia omeia är en fjärilsart som beskrevs av Smith och Kirby 1891. Euthalia omeia ingår i släktet Euthalia och familjen praktfjärilar. Inga underarter finns listade i Catalogue of Life.